# Simone Pignoni

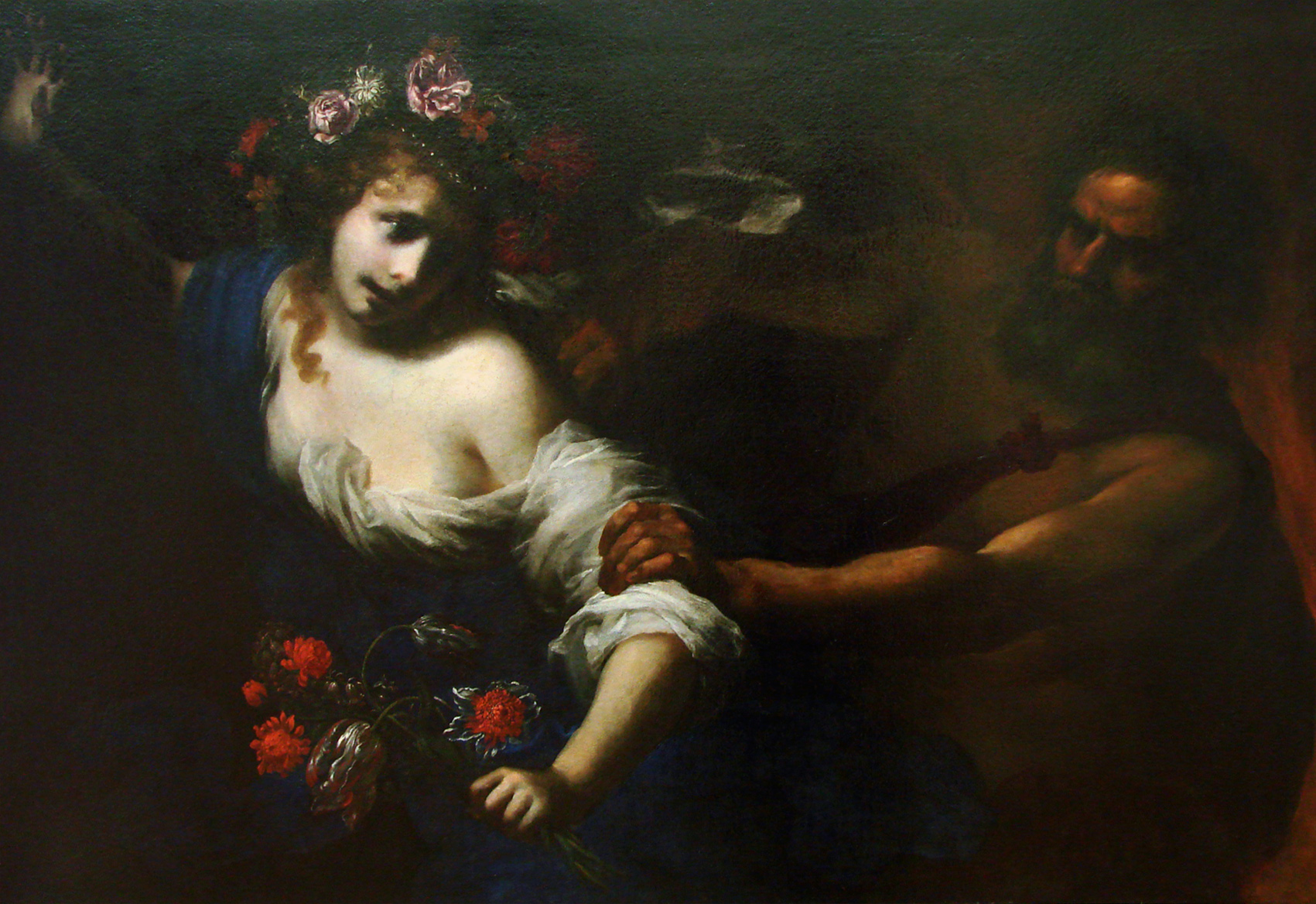
Der Raub der Proserpina (1650)

Simone Pignoni (* 17. April 1611; † 16. Dezember 1698) war ein italienischer Maler und Bildhauer des Barock.
Pignoni besuchte zunächst die Lateinschule um dann, auf Wunsch seines Vaters, in der Buchbinderwerkstatt eines Verwandten zu arbeiten, wo er sein Vergnügen in der Wappenmalerei fand.  Domenico Passignano, der öfters in der Buchbinderei erschien, bemerkte das Talent des Knaben. Auf seine Empfehlung hin begann er eine Malerlehre bei Fabrizio Boschi, wo er aber nicht blieb, sondern zu dem eher akademischen Passignano wechselte. Für seinen Stil wesentlich wurde aber sein letzter Lehrherr Francesco Furini.

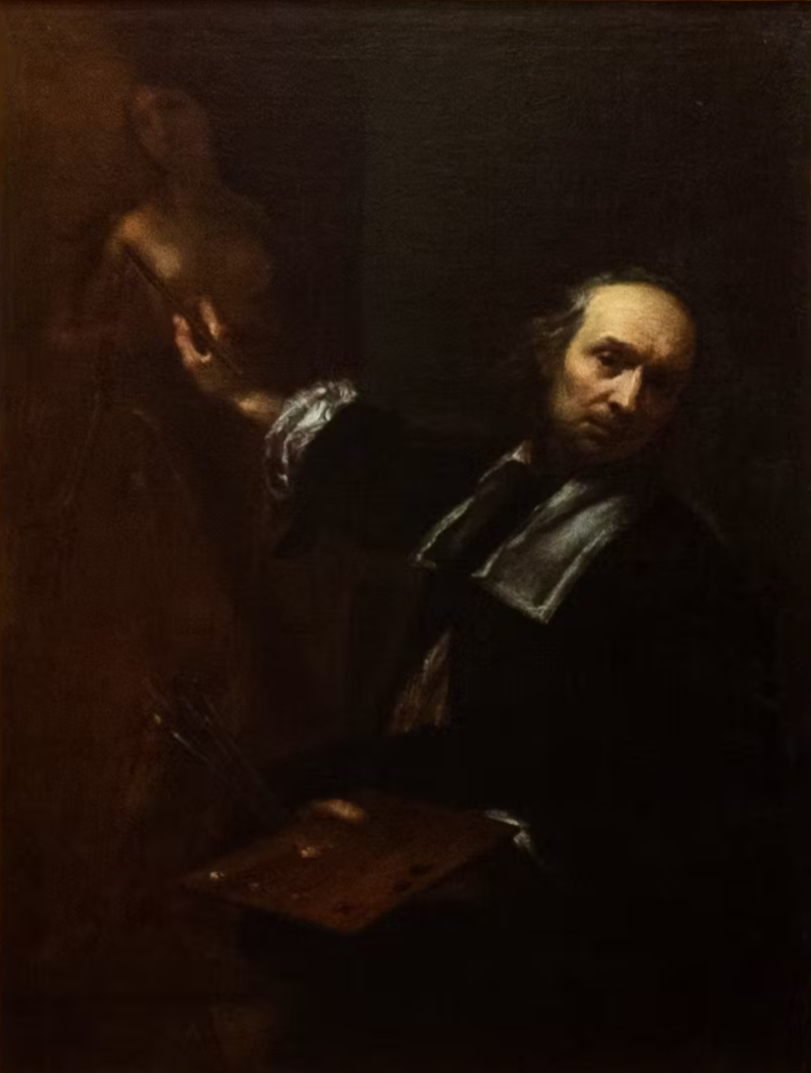
Selbstporträt, um 1681

Seine Zeitgenossen kritisierten seine üppigen Damen und manierierten Sujets, insbesondere sein Selbstporträt, bei dem er ein Skelett auf der Leinwand mittels Pinsel mit Fleisch bekleidet. Auch die Ähnlichkeit des Stils mit Furini wurde bemerkt. Sein Biograph Francesco Gori bezeichnet ihn als „Nachahmer seiner [Furinis] liederlicher Einbildungskraft“.
Auch sein Schüler Giovanni Camillo Sagrestani verfasste eine Biographie.